# Corps Rhenania ZAB
Das Corps Rhenania ZAB (Zürich Aachen Braunschweig) ist eine farbentragende und pflichtschlagende Studentenverbindung im Weinheimer Senioren-Convent (WSC). Zu den Mitgliedern des Corps gehören Studenten und ehemalige Studenten der Technischen Universität Braunschweig sowie ehemalige Studenten der RWTH Aachen, und der ETH Zürich. Die Corpsangehörigen werden „Braunschweiger Rhenanen“ genannt.

## Couleur
Die Angehörigen der Rhenania ZAB tragen ein Band mit den Farben „Blau-gold-rot“ und goldener Perkussion sowie eine rote Mütze. Renoncen tragen ein golden eingefasstes Band mit den Farben „Blau-gold-blau“.
Der Wahlspruch lautet Virtutis fortuna comes! („Das Glück begünstigt den Tapferen“), der Waffenspruch Gladius ultor noster („Das Schwert, unser Rächer“).

## Geschichte

### Die Zeit in Zürich (1855 bis 1865)
Am 11. November 1855 gründeten zehn Studenten der wenige Wochen zuvor eröffneten Eidgenössischen polytechnischen Schule das Corps Rhenania Zürich. Von Anbeginn trug man die Farben „Blau-gold-rot“ mit roten Mützen. Mit der Landsmannschaft Teutonia Zürich, dem späteren Corps Frisia Karlsruhe, sowie dem Universitätscorps Tigurinia bestand von Februar bis Juli 1861 ein Senioren-Convent (SC). Nachdem dieser aufgrund von Streitigkeiten aufgelöst worden war, gründeten sechs Mitglieder der Rhenania am 29. November 1861 das Corps Helvetia Zürich mit den Farben Schwarz-weiß-rot. Rhenania und Helvetia traten zum Zürcher SC zusammen. Nach längeren Verhandlungen traten Rhenania und Helvetia mit Tigurinia wieder zu einem SC zusammen. Rhenania und Helvetia gehörten am 7. April 1863 in Frankfurt am Main zu den zehn Gründungscorps des Allgemeinen Senioren-Convents (ASC), des späteren Weinheimer Senioren-Convents. Bereits zwei Wochen zuvor, am 24. März 1863, war es zum Abschluss des bis heute noch bestehenden Kartells mit dem Corps Franconia Karlsruhe gekommen.
Nach Streitigkeiten zwischen der Studentenschaft und dem Direktor und dem Auszug der Studenten des Polytechnikums nach Rapperswil, dem sich auch Tigurinia angeschlossen hatte, kam es zu Ausweisungen von Studenten und Unterdrückung der Korporationen. Rhenania und Helvetia mussten daher im März 1865 suspendieren.

### Die Zeit in Aachen (1871 bis 1880)
Am 3. Dezember 1871 rekonstituierte Rhenania mit Unterstützung des Kartellcorps Franconia Karlsruhe und eines Angehörigen des Corps Teutonia Hannover an der Königlich Rheinisch-Westphälischen Polytechnischen Schule zu Aachen und trat am gleichen Tag mit dem einen Tag zuvor gegründeten Corps Guestphalia zum Aachener Senioren-Convent zusammen. Am 4. Juli 1874 trat Rhenania mit Franconia Karlsruhe, Stauffia Stuttgart und Slesvico-Holsatia Hannover zum Viererbund zusammen. Nach einer anfänglichen Blütezeit bis etwa 1875 nahmen die Spannungen zwischen der katholischen Bevölkerung und den Korporationen zu, während die Studentenzahlen stark zurückgingen. Nachdem das dritte SC-Corps Teutonia im August 1877 und Guestphalia am 28. Mai 1878 suspendieren mussten, stellte Rhenania am 15. Oktober 1880 den Aktivbetrieb ein.

### Die Zeit in Braunschweig (seit 1892)
Am 7. Mai 1892 wurde Rhenania mit Unterstützung des Kartellcorps Franconia Karlsruhe, des Freundschaftscorps Stauffia Stuttgart sowie des späteren Freundschaftscorps Saxonia-Berlin an der Technischen Hochschule in Braunschweig rekonstituiert. Seit diesem Zeitpunkt besteht Rhenania, wenn auch mit Unterbrechungen, in Braunschweig. Am 22. Mai 1892 gründete Rhenania zusammen mit dem früheren Aachener Corps Teutonia Braunschweig den (zweiten) Braunschweiger SC.
Am 2. Juni 1897 schlossen die Corps des Viererbundes zusammen mit dem Corps Saxonia-Berlin den Fünferbund. Während des Ersten Weltkrieges kam der Aktivbetrieb nahezu vollständig zum Erliegen. 1920 konnte Rhenania das erste Corpshaus in der damaligen Kaiser-Wilhelm-Straße 14, der heutigen Jasperallee 14, beziehen. Am 15. November 1935 suspendierte Rhenania unter dem Druck der nationalsozialistischen Institutionen. Der Altherrenverein blieb bestehen. Am 11. November 1953 eröffnete Rhenania nach 18 Jahren Unterbrechung mit Unterstützung von Angehörigen des Braunschweiger SC wieder den Aktivbetrieb, nun in der Jasperallee 7. Dort konnte zwei Jahre später das 100. Stiftungsfest gefeiert werden.
Nach fast zwei Jahrzehnten Aktivbetrieb musste Rhenania am 15. November 1972 abermals suspendieren. 17 Jahre später, am 16. Juli 1989, rekonstituierte Rhenania mit Unterstützung des SC und des Fünferbundes abermals. Im gleichen Jahr wurde das Corpshaus in der Gaußstraße 15 erworben.

## Freundschaftscorps
Kartellcorps: Corps Franconia Karlsruhe sowie zusammen mit Franconia Karlsruhe im Fünferbund: Corps Slesvico-Holsatia Hannover, Corps Stauffia Stuttgart, Corps Saxonia-Berlin zu Aachen.

## Bekannte Mitglieder
In alphabetischer Reihenfolge
- Arnold Bachofen (1840–1894), Basler Architekt, Schweizer Oberstleutnant, Stifter des Corps Helvetia Zürich
- Wilhelm Bachofen (1841–1922), Basler Bauunternehmer und Grossrat, Stifter des Corps Helvetia Zürich
- Emil Albert Baldinger (1838–1907), aargauischer Kantonsoberförster, aargauischer Grossrat, Mitglied des Schweizer Nationalrats
- Theodor Bertschinger (1845–1911), Schweizer Bauunternehmer, aargauischer Grossrat
- Filippo Bonzanigo (1839–1904), Anwalt, Tessiner Grossrat, Mitglied des Schweizer Nationalrats
- Charles Boulenaz (um 1839–1894), Architekt und Bauunternehmer in Vevey, Waadtländer Grossrat
- Theodore Brune (1854–1932), deutsch-amerikanischer Architekt
- Fritz Brunner (1839–1886), Architekt des Historismus in Zürich
- Arnoldo Camuzzi (1838–1895), Tessiner Landschaftsmaler
- Gustav Daverio (1839–1899), Gründer der Werkzeugfabrik Daverio & Cie., der späteren Maschinenfabrik Oerlikon, und des Zürcher Konstruktionsbüros für Müllereimaschinen Daverio-Henrici & Cie.
- Aristides Dossios (1844–1881), griechischer Wirtschaftswissenschaftler
- Leander Dossios (1846–1883), griechischer Chemiker
- Max Dresel (1842–1920), Papierfabrikant
- August Druckenmüller (1840–1896), Stahlbau-Fabrikant in Berlin
- Louis Eugène Dupont (1839–1901), Straßenbahnbauingenieur, Genfer Grossrat, Schweizer Generalkonsul und Missionschef in Sankt Petersburg
- Hermann Eichfeld (1845–1917), Landschaftsmaler, Professor und Direktor der Großherzoglichen Gemäldegalerie Mannheim
- Victor Fredenhagen (1876–1934), Offenbacher Maschinenfabrikant
- Wilhelm Fredenhagen (1843–1924), Offenbacher Fabrikant
- Claus-Dieter Freymann (* 1938), Professor der Erziehungswissenschaften, Vorsitzender des Kuratoriums des Diakonischen Werkes im Kirchenkreis An der Ruhr, Jazzmusiker
- Léon Fulpius (1840–1927), Schweizer Architekt
- Fritz Gliem (1934–2020), Elektrotechniker, Pionier der Raumfahrtelektronik in Deutschland
- Emil Grohmann (1856–1905), österreichischer Industrieller
- Robert Grohmann (1854–1907), österreichischer Industrieller
- Balthasar Herberz (1853–1932), Generaldirektor der Petersburger Eisen- und Drahtwerke
- Horace Herwegh (1843–1901), deutsch-schweizerisch-französischer Ingenieur
- Jakob Friedrich Hottinger (1842–1915), evangelischer Pfarrer, Züricher Kantonsrat
- Friedrich Jaeger (1835–1878), Architekt des Schweizer Auftritts bei den Pariser Weltausstellungen von 1867 und 1878
- Peter Kehl (1935–2022), Sprecher der Geschäftsführung der Hamburger Stahlwerke GmbH, Direktor des Hüttenwerkes Huckingen, Vorstand der Stahlwerke Peine Salzgitter AG, Geschäftsführer der Readymix Zement GmbH
- Artur Adolf Konradi (1880–1951), Handelsattaché der deutschen Gesandtschaft in Rumänien, Generalsekretär der Rumänisch-deutschen Handelskammer, Landesgruppenleiter der Auslandsorganisation der NSDAP in Rumänien
- Leonidas Lewicki (1840–1907), österreichisch-deutscher Maschinenbauingenieur, Rektor der TH Dresden
- Fritz Lotz (1842–1894), Schweizer Architekt und Genie-Oberstleutnant, Kommandant der baselstädtischen Feuerwehr und Basler Grossrat, Stifter des Corps Helvetia Zürich
- Josef Merz (1836–1898), Architekt und Bauunternehmer in Thun, Berner Grossrat, Stifter des Corps Rhenania ZAB
- Johann Gottfried Meyer (1838–1874), Architekt in Schaffhausen, Schaffhauser Grossrat
- Eduard Oehler (1837–1909), Geheimer Kommerzienrat, Teerfarbenfabrikant in Offenbach, Mitglied der Ersten Kammer des Landtags des Großherzogtums Hessen
- Antônio Francisco de Paula Souza (1843–1917), Wegbereiter des brasilianischen Eisenbahnsystems, Außenminister (1892–1893) und Verkehrsminister (1893) Brasiliens, Initiator und erster Rektor der Polytechnischen Schule der Universität Sao Paulo
- Robert von Peltzer (1846–1940), deutsch-estnischer Textilfabrikant, Mitbegründer des Weinheimer Senioren-Convents
- Edouard Quiquerez (1835–1888), Fotograf des Schweizer Jura
- Robert Raschka (1847–1908), österreichischer Architekt und Architekturmaler
- Carl Reinhertz (1859–1906), Professor der Geodäsie an der Landwirtschaftlichen Hochschule Poppelsdorf und der TH Hannover
- Ludwig Carl Reuling (1844–1898), badischer Industrieller, Fabrikant von Armaturen, Rohrleitungen und Apparaten
- Julius Rhomberg (1845–1923), österreichischer Zivilingenieur und Architekt
- Trajan Rittershaus (1843–1899), Professor des Maschinenbaus an der Technischen Hochschule Dresden
- Kurt Erdmann Rosenthal (1871–1946), Generaldirektor der Brandenburgischen Electricitäts-, Gas- und Wasserwerke AG, Wegbereiter der Carbid- und Acetylenindustrie
- Carl Roth (1846–1929), Königlicher Kommerzienrat, saarländischer Industrieller
- Leonhard Schaufelberger (1839–1894), Architekt und klassischer Künstler in Sankt Petersburg
- Konrad Schinz (1842–1910), Maschinenfabrikant in Sankt Petersburg, Schweizer Generalkonsul und Missionschef
- Paul Schondorf (1873–1949), Architekt und Ministerialrat in Mecklenburg-Strelitz
- Hieronimus Seeli (1838–1912), erster Glarner Kantonsoberförster, Stifter des Corps Helvetia Zürich
- Manfred Semper (1838–1913), Architekt, Erbauer der zweiten Semper-Oper in Dresden, Stifter des Corps Rhenania ZAB
- Henry Simon (1835–1899), Ingenieur und Unternehmer, Gründer der Simon-Carves Engineering Ltd. in Manchester, Stifter des Corps Rhenania ZAB
- Emil Striebeck (1850–1900), Verfahrenstechniker, Erfinder und Entwickler des Ammoniak-Soda-Verfahrens nach Striebeck-Honigmann
- Jacob Albert Strupler (1839–1911), Ingenieur, Wegbereiter der Dampfkesselsicherheit in der Schweiz
- Edward Uhl (1843–1906), Präsident und Mitbesitzer der New Yorker Staats-Zeitung
- Hugo Wilhelm von Waldthausen (1853–1931), Kommerzienrat, Fabrikbesitzer in Bochum-Werne
- Friedrich Walser (1841–1922), Architekt in Zürich, Budapest und Basel
- Carl-August Witt (* 1938), Professor der Werkstoffkunde an der FH Düsseldorf